# Macehualli

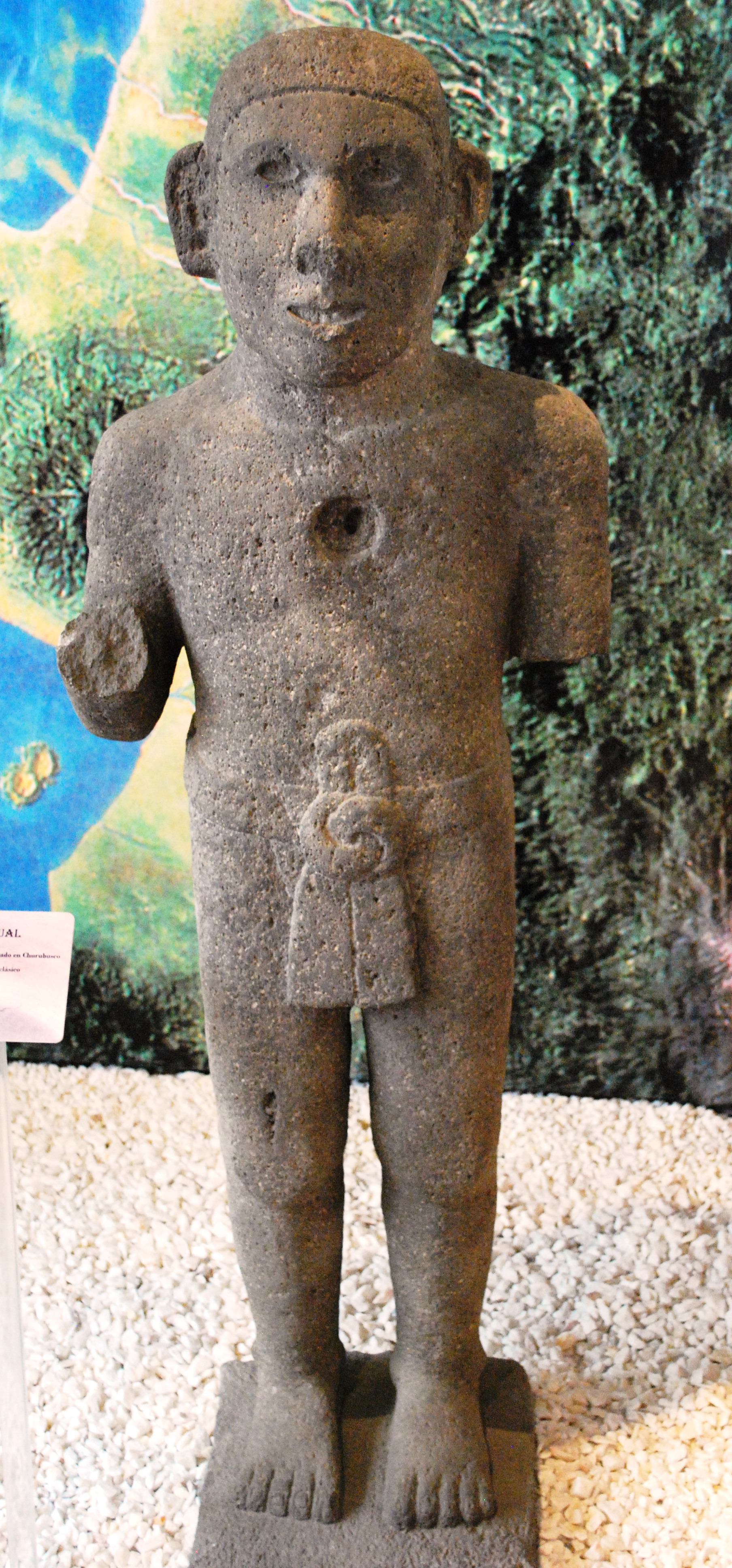
Macehual, Museo Nacional de las Intervenciones.

En la sociedad azteca, los macehualli (o macehuame, en plural) eran la clase social que estaba por encima de los esclavos y jerárquicamente estaban por debajo de los nobles. 
La clase social de los mācēhualtin eran agricultores rurales, que formaban la mayoría de los plebeyos en el Imperio azteca . Los mācēhualtin trabajaban tierras que pertenecían a la unidad social de los calpolli llamados chinampas , y cada familia conservaba los derechos sobre la tierra siempre que no permaneciera en barbecho durante más de dos años. Dentro de estas tierras, los mācēhualtin rurales construían pequeñas presas y terrazas para aumentar su rendimiento agrícola. En estas parcelas se cultivaban cultivos comunes a la agricultura mexicana , incluidos maíz , frijoles y calabaza. Estos proyectos probablemente fueron organizados por las comunidades locales y no estaban dirigidos por el estado. De su producción y productividad, el maíz debía pagar tributo a la nobleza mexica.

## Situación social
Durante el reinado de Moctezuma II (1502-1520), se les prohibió servir en los palacios reales, pues este monarca amplió la brecha entre los pilli ( nobles ) y macehualtin . Sin embargo, antes de su reinado se notaba que había cierta movilidad, aunque poco común, dentro de las clases sociales. Aquellos que ascendían (mediante hazañas militares) y se convertían en pipiltin eran llamados yāōtequihuah . Aquellos que eran bajados de rango a pesar de su condición de nacimiento como pipiltin eran llamados pillaquīztīltin (de pilli, noble y tlaquīzcāyōtl, el fin de algo). Los macehualtin también podían convertirse en esclavos o vender a sus propios hijos como tales.
Esta posibilidad de movilidad social era relativamente poco común debido a la visión locativa del mundo que tenían los aztecas. Este punto de vista enfatizaba la idea de que todos y todo tenía un lugar correcto en el mundo. Era casi un imperativo moral encontrar el propio lugar y adaptarse a sus requisitos. Esta lógica se extendía a la clase social, ya que se consideraba que el pipiltin había sido entrenado para gobernar al resto de la sociedad, creado específicamente por los dioses aztecas para este propósito, y el macehualtin había sido creado para trabajar en beneficio de la sociedad.Los rituales, las enseñanzas y muchos otros aspectos de la sociedad azteca ayudaron a reforzar esta visión del mundo. La desigualdad entre las clases sociales se vio reforzada aún más por instituciones sociales como un conjunto diferencial de leyes para los plebeyos y los de la clase alta. Este conjunto diferencial de leyes era más severo con la nobleza que con los plebeyos por una ofensa comparable.
Como la sociedad mexica estaba en parte centrada en la guerra, cada varón recibía algún tipo de entrenamiento militar básico desde una edad temprana. Por lo general, cuando el niño llegaba a los tres años de edad, comenzaba a recibir instrucciones sencillas de manos de su padre sobre las tareas que se esperaban de los hombres, sin importar en qué clase social cayeran. La única posibilidad extremadamente pequeña de posible movilidad social ascendente para los mācēhualtin era a través del logro militar. La toma de cautivos ( māltin [ˈmaːltin] , singular mālli ) marcaba una transición importante hacia el estado de guerrero completo, era la forma en que los soldados ascendían en la escala social y continuaba siendo una fuente de honor durante el mandato de un hombre como guerrero. No tomar cautivos o no desempeñarse bien en la batalla más adelante en la vida sería una fuente de deshonra para los guerreros. Si bien esto afectaría negativamente a los guerreros que eran mācēhualtin , sería un golpe social peor para los miembros de la nobleza, aunque no tan dañino materialmente.

## Educación
Los niños mācēhualtin asistían al telpochcalli o "Casa de los Jóvenes" a partir de los quince años de edad. Esta era una escuela para niños y niñas, pero las niñas y los niños aprendían por separado. En el telpochcalli, los jóvenes aprendían artes marciales y otros aspectos de la guerra mexica.Pasaban mucho tiempo realizando trabajos físicos en la escuela y en la comunidad para fortalecer a los jóvenes. Algunas actividades, como acarrear leña, eventualmente tomaron la forma de una prueba de destreza física a medida que se les entregaban cargas cada vez más grandes de leña a los jóvenes; estos jóvenes tendrían que enfrentar cargas mayores cuando entraran al campo de batalla.  Mientras los jóvenes se preparaban para convertirse en guerreros del Imperio Azteca, las jóvenes aztecas asistían al cuicalco o "Casa de la Canción", una subdivisión del telpochcalli. Aquí aprendían artes rituales como la danza y la canción.
Después de la conquista española , la palabra náhuatl mācēhualli fue adoptada en el español colonial como macehual , y se usó en toda la Nueva España como sinónimo de "plebeyo", "súbdito" y "nativo".